# Ребке
Ребке (нім. Räbke) — громада в Німеччині, розташована в землі Нижня Саксонія. Входить до складу району Гельмштедт. Складова частина об'єднання громад Норд-Ельм.
Площа — 11,35 км2. Населення становить 740 ос. (станом на 31 грудня 2021).